# وسام النهضة للملك حمد
وسام النهضة للملك حمد، (بالإنجليزية: Renaissance Order of the King Hamad)‏، هو أعلى وسام مدني في مملكة البحرين، سمي الوسام على اسم حمد بن عيسى آل خليفة، ملك مملكة البحرين.

## التاريخ
تأسست الجائزة من قبل الملك حمد الثاني في 17 أبريل 2008، للاعتراف بالخدمات الهادفة إلى تنمية البلاد.

## الدرجات
يتألف "وسام النهضة للملك حمد"، من درجات خمس، هي:
- الدرجة الممتازة، والدرجة الأولى، والدرجة الثانية، والدرجة الثالثة، والدرجة الرابعة.

ويمنح هذا الوسام، بأمر ملكي يحدد درجة هذا الوسام للفئات الآتية:
1. رؤساء الدول ورؤساء الحكومات وأولياء العهد ورؤساء المجالس التشريعية والوزراء ومن في حكمهم.
2. الوطنيون من المدنيين والعسكريين الذين اسهموا اسهاما فاعلا في نهضة المملكة التي بدأت في عهد الملك حمد بن عيسى آل خليفة بإعلان ميثاق العمل الوطني وتعديل الدستور الذي استوعب جميع القيم الرفيعة والمبادئ الإنسانية العظيمة وارسى دعائم النظام الديمقراطي وحقق الشرعية الدستورية باستكمال مؤسسات الدولة.
3. كل من اسهم بشكل بارز وفعال في دعم المرأة وترسيخ مبادئ حقوق الإنسان وفي انضمام المملكة إلى المنظمات والهيئات الدولية المعنية بذلك.

## المستلمون
- خليفة بن سلمان آل خليفة، رئيس وزراء مملكة البحرين.[4]
- سلمان بن حمد آل خليفة، ولي عهد مملكة البحرين.[4]
- ناريندرا مودي، رئيس وزراء جمهورية الهند.[5]
- الحسين بن عبد الله الثاني، ولي عهد المملكة الأردنية الهاشمية.[6]
- عمران خان، رئيس وزراء جمهورية باكستان الإسلامية.[1]